# جيولا بيرو
جيولا بيرو (بالمجرية: Bíró Gyula)‏ هو مدرب كرة قدم ولاعب كرة قدم مجري، ولد في 10 مايو 1890 في بودابست في المجر، وتوفي في 23 يناير 1961 في مدينة مكسيكو في المكسيك. شارك مع منتخب المجر لكرة القدم. أما مع النوادي، فقد لعب مع نادي بودابست.

## وصلات خارجية
- جيولا بيرو على موقع الاتحاد الدولي (مؤرشف)  (الإنجليزية)
- جيولا بيرو على موقع قاعدة بيانات كرة القدم.إي يو (الإنجليزية)
- جيولا بيرو على موقع ناشيونال فوتبول تيمز (الإنجليزية)
- جيولا بيرو على موقع عالم كرة القدم.نت (الإنجليزية)
- جيولا بيرو على موقع أوليمبيديا (الإنجليزية)